# Seuls (film, 2017)
Pour les articles homonymes, voir Seuls.
Pour plus de détails, voir Fiche technique et Distribution.
Seuls est un film franco-belge coécrit, coproduit et réalisé par David Moreau, sorti en 2017.
Ce teen movie est une libre adaptation de la bande dessinée franco-belge homonyme de Bruno Gazzotti et Fabien Vehlmann, publiée depuis 2005 dans le magazine Spirou.

## Synopsis
Leïla, seize ans, se réveille en retard comme tous les matins. Sauf qu’aujourd'hui, il n'y a personne pour la presser. Où sont ses parents ? Elle prend son vélo et traverse son quartier, vide. Tout le monde a disparu. Se pensant l'unique survivante d'une catastrophe inexpliquée, elle finit par croiser quatre autres jeunes : Dodji, Yvan, Camille et Terry. Ensemble, ils vont tenter de comprendre ce qui est arrivé, apprendre à survivre dans leur monde devenu hostile. Mais sont-ils vraiment seuls ?

## Fiche technique
Sauf indication contraire, les informations mentionnées dans cette section peuvent être confirmées par les bases de données cinématographiques IMDb et Allociné,  présentes dans la section « Liens externes ».
- Titre original : Seuls
- Réalisation : David Moreau
- Scénario et dialogues : David Moreau, adapté par David Moreau et Guillaume Moulin, d'après la série de bande dessinée homonyme de Bruno Gazzotti et Fabien Vehlmann
- Musique : Robin « Rob » Coudert
- Direction artistique : Sandrine Jarron
- Décors : Gwendal Bescond
- Costumes : Elise Bouquet et Reem Kuzayli
- Photographie : Nicolas Loir
- Son : Nicolas Provost, Dominique Gaborieau, Gwennolé Le Borgne
- Montage : Guillaume Houssais
- Production : Abel Nahmias
  - Production déléguée : Aude Cathelin
  - Coproduction : David Moreau
- Sociétés de production[1] :
  - France : Echo Films Paris[2], en coproduction avec Studiocanal et Faust Films, avec la participation de Canal+, Ciné+ et du CNC
  - Belgique : en coproduction avec Scope Pictures, avec le soutien de SCOPE Invest et la Tax shelter du Gouvernement Fédéral Belge
- Sociétés de distribution[3] : Studiocanal (France) ; TeleScope Film Distribution (Belgique) ; Frenetic Films (Suisse romande)
- Budget : 7 582 535 €[4]
- Pays de production :  France,  Belgique
- Langue originale : français
- Format[5] : couleur - 2,35:1 (Cinémascope) - son Dolby 5.1
- Genre : thriller, fantastique
- Durée : 98 minutes
- Dates de sortie[6] :
  - France, Belgique, Suisse romande : 8 février 2017[7],[8]
- Classification[9] :
  - France : tous publics[10]
  - Belgique : tous publics (Alle Leeftijden)[7]
  - Suisse romande : interdit aux moins de 14 ans[11]

## Distribution
- Stéphane Bak : Dodji
- Sofia Lesaffre : Leïla
- Jean-Stan Du Pac : Terry
- Kim Lockhart : Camille
- Paul Scarfoglio : Yvan Gersh
- Thomas Doret : Saul
- Renan Madelpuech : le Maître des couteaux
- Renan Prévot : Maxime
- Inès Spiridonov : Jade
- Jeanne Guittet : Sophie
- Kamel Isker : Aysam

## Production

### Développement
Après avoir terminé la production de 20 ans d'écart en 2013, le réalisateur David Moreau souhaite s'intéresser de nouveau au genre fantastique, comme il l'avait déjà fait avec son premier long métrage Ils en 2006 et son premier remake américain The Eye en 2008 aux côtés de Xavier Palud. Il adapte pour le grand écran les trois premiers albums de la célèbre série de bande dessinée Seuls, créée par Bruno Gazzotti et Fabien Vehlmann pour le magazine Spirou.
Cette adaptation est produite par Abel Nahmias pour Echo Films et coproduite par David Moreau pour Faust Films, avec la participation de Canal+ et de Ciné+.

### Distribution des rôles
L'appel à candidatures est lancé en juin 2014 pour les rôles des cinq enfants soudainement seuls dans leur ville sans adultes. Studiocanal ne révèle la distribution que fin janvier 2016 : le jeune acteur et humoriste Stéphane Bak, aperçu dans Les Héritiers de Marie-Castille Mention-Schaar, qui interprète le rôle du meneur de groupe Dodji, ainsi que Sofia Lesaffre, Kim Lockhart, Paul Scarfoglio, Jean-Stan DuPac et Thomas Doret.

### Tournage
À l'origine, le tournage était prévu début 2015 à l'étranger, en Espagne. David Moreau et son équipe commencent officiellement donc les prises de vues à partir du 29 février 2016 pour une durée de plus de deux mois, dont neuf semaines en région parisienne.
En mars 2016, le centre CEA Saclay accueille pour la première fois le tournage d'un film de cinéma. Dans Seuls le réacteur EL3 s’appelle Bloc 26 « Elias » et il est l'antre du terrible Maître des couteaux.
Le réalisateur choisit la ville de Serris en Seine-et-Marne où, le 28 avril 2016, se ferment pour une journée entière les voies et stationnements autour de l'Hôtel de ville du quartier de la Gare, où se trouve également le centre commercial Val d'Europe. L'équipe s'installe également dans les quartiers de Cergy-Saint-Christophe dans le Val-d'Oise, le 18 avril 2016.
Studiocanal dévoile, début juillet 2016, une première photographie d'une scène montrant un des personnages au cœur d'une sinistre fête foraine.

## Accueil

### Sortie
Un premier teaser est diffusé début octobre 2016.
Seuls sort le 8 février 2017 en Belgique, en France et en Suisse romande.

### Accueil critique
Pour Stéphane Dreyfus de La Croix c'est une « adaptation plutôt réussie d’une bande dessinée à succès, ce film fantastique dresse le tableau d’une jeunesse en proie à la peur et aux doutes ». Nathalie Simon du Figaro estime que le film « n'est pas exempt de maladresses, mais c'est l'un des plus réussis dans le genre depuis longtemps. David Moreau a conservé le côté anxiogène et le suspense inhérent aux aventures de la troupe ». Guillemette Odicino, dans Télérama, considère que « s'il commet des maladresses — dont un montage trop elliptique et une fin en forme de « à suivre » —, le cinéaste réussit à maintenir la tension, entre mystère et violence ».
Laurent Duroche du Mad Movies considère que le film est « moyen » : « Si le script parvient à faire cohabiter des personnages issus de différentes classes sociales au sein d’une intrigue à la fois réaliste et fantastique, son dernier tiers fait basculer le tout dans une allégorie approximative qui déracine le film de ses fondations habilement construites pour l’emmener vers une destination qui peine à convaincre ». Pour Le Nouvel Observateur, Nicolas Schaller détaille également plusieurs éléments négatifs : « Le film se révèle [...] assez glauque avec son scénario stéréotypé qui surfe sur les peurs de l’époque (racisme, pollution, néofascisme) sans parvenir à créer un minimum d’empathie pour ce Club des cinq de la génération Xbox ».
Le film est un échec, récoltant près de 3 millions € pour un budget de 6,8 millions €.

### Box-office
| Pays           | Période        | Nombre d'entrées | Nombre de semaines | Gains rapportés |
| Belgique       | -              | -                | -                  | -               |
| France         | 8 février 2017 | 355 565 entrées  | 4                  | -               |
| Suisse romande | -              | -                | -                  | -               |